# Per Bolund
Per Daniel Bolund (født 3. juli 1971 i Hässelby i Stockholms kommun) er en svensk politiker (Miljöpartiet) og biolog. Han var miljø- og klimaminister fra februar til november 2021 i regeringerne Löfven II og Löfven III. Han har tidligere været finansmarkedsminister og vicefinansminister fra 2014 og Sveriges boligminister fra 2019 i henholdsvis regeringerne Löfven I og II. Siden den 4. maj 2019 har han været en af to talspersoner for Miljöpartiet, først sammen med Isabella Lövin og fra januar 2021 sammen med Märta Stenevi.
Mellem 5. februar 2021 og 30. november 2021 havde Bolund den ceremonielle titel vicestatsminister.

## Biografi
Per Bolund er søn af professorerne Lars Bolund og Christina Trapp Bolund. Mellem 1992 og 1996 studerede han ved Stockholms universitet og Stirling University i Skotland, og fik en grad i biologi. Mellem 2000 og 2002 tog han ph.d.-studier på Institut for Systemøkologi ved Stockholms universitet, men afbrød uddannelsen. Mellem 1997 og 1999 var Bolund forskningsassistent i et projekt, der gennemførte miljøstrategiske undersøgelser om fremtiden for bæredygtig transport og bæredygtig byudvikling.
Per Bolund samboende i Stockholm og har tre børn.

## Politisk karriere
Per Bolund blev medlem af Riksdagen i 2006 da partifællen Åsa Romson nedlagde sit mandat. Bolund var fra 2002 til 2006 politisk ansat sagkyndig i Erhvervsministeriet og havde dermed en af de poster, som blev givet til Miljöpartiet og Vänsterpartiet som led i samarbejdet med Persson-regeringen. Han var ansvarlig for infrastruktur, trafikpolitik, IT-spørgsmål og trængselsafgiften i Stockholm.
Bolund mistede sit mandat i Riksdagen i 2010, men blev valgt til Stockholms byråd. Han var også medlem af byrådet fra 2002 til 2006 og bestyrelsesmedlem i Sveriges Kommuner och Landsting.
I september 2011 blev han igen medlem af Riksdagen for Stockholms kommunes valgkreds da partifællen Maria Wetterstrand trak sig tilbage.
Den 3. oktober 2014 blev Per Bolund udnævnt til minister for finansielle markeder og forbrugerminister og vicefinansminister i Löfven-regeringen. I april 2016 blev Bolund fungerende boligminister, efter at statsminister Stefan Löfven havde afskediget Mehmet Kaplan fra posten. Det varede indtil maj hvor Peter Eriksson blev udnævnt til ordinær boligminister. Bolund fortsatte som minister for finansielle markeder, boligminister og vicefinansminister da regeringen Löfven II tiltrådte 21. januar 2019.
24. januar 2019 meddelte Bolund sit kandidatur til posten som talsperson for Miljöpartiet efter Gustav Fridolins fratræden i maj samme år. 4. maj blev Bolund valgt som partiets talsperson.
Ved regeringsrokaden 5. februar 2021 blev Bolund miljø- og klimaminister og fik den ceremonielle titel af vicepremierminister.